# 狩宿の下馬ザクラ
狩宿の下馬ザクラ（かりやどのげばざくら）は、静岡県富士宮市にある一本桜。日本最古級のヤマザクラであり、正式な和名はアカメシロバヤマザクラという。国の特別天然記念物であり、日本五大桜の1つ。

## 概要

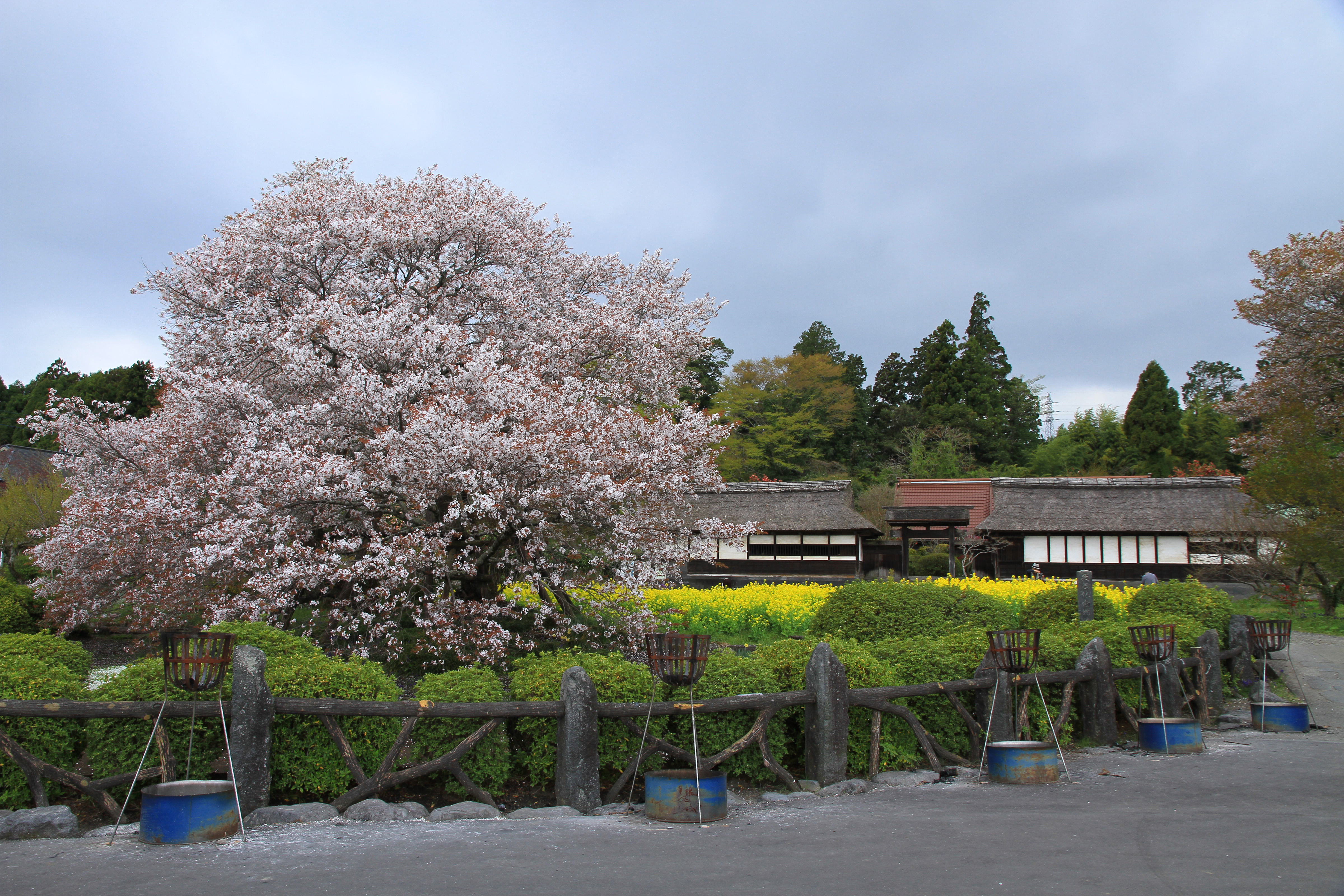
下馬桜と高麗門

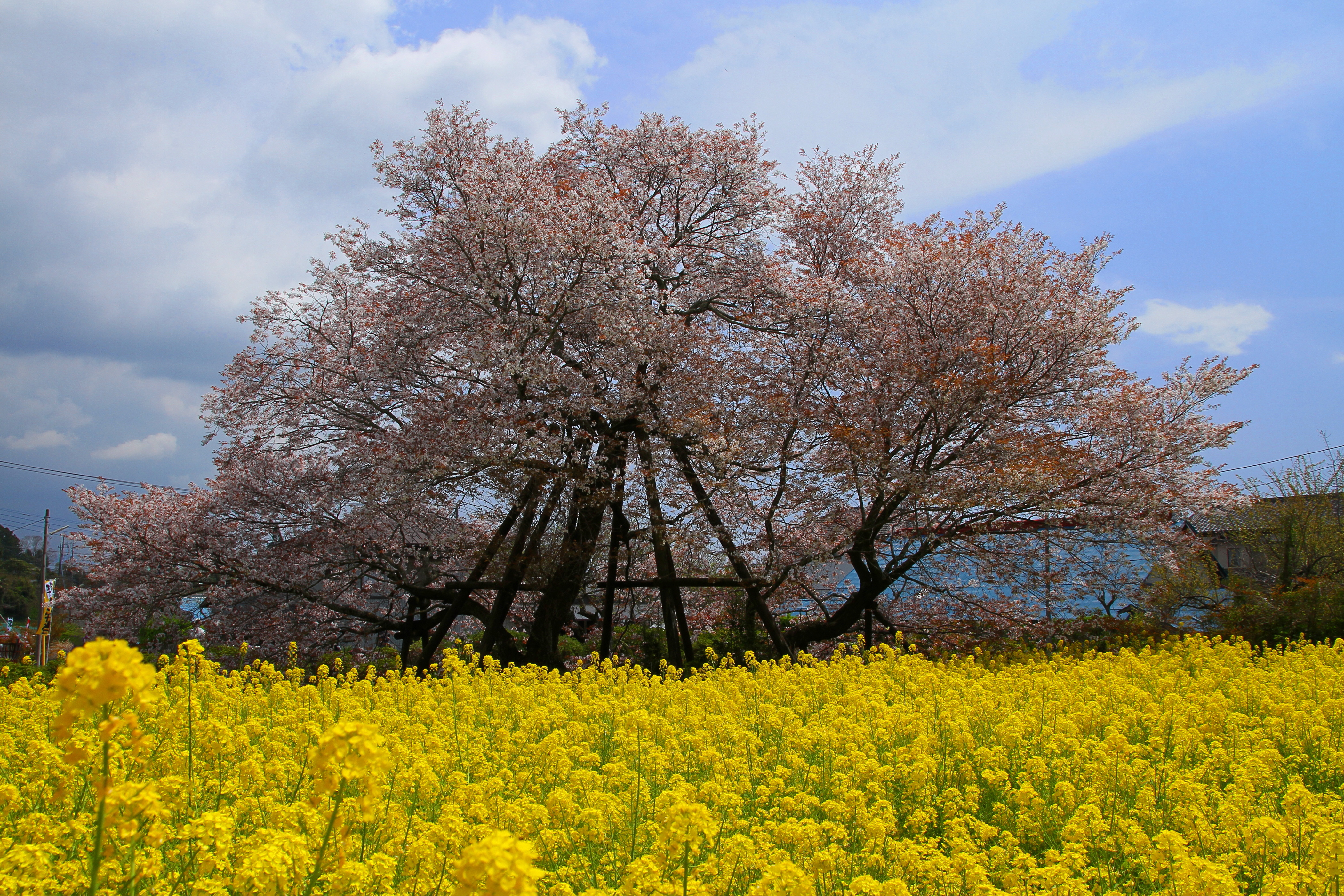
下馬桜と菜の花

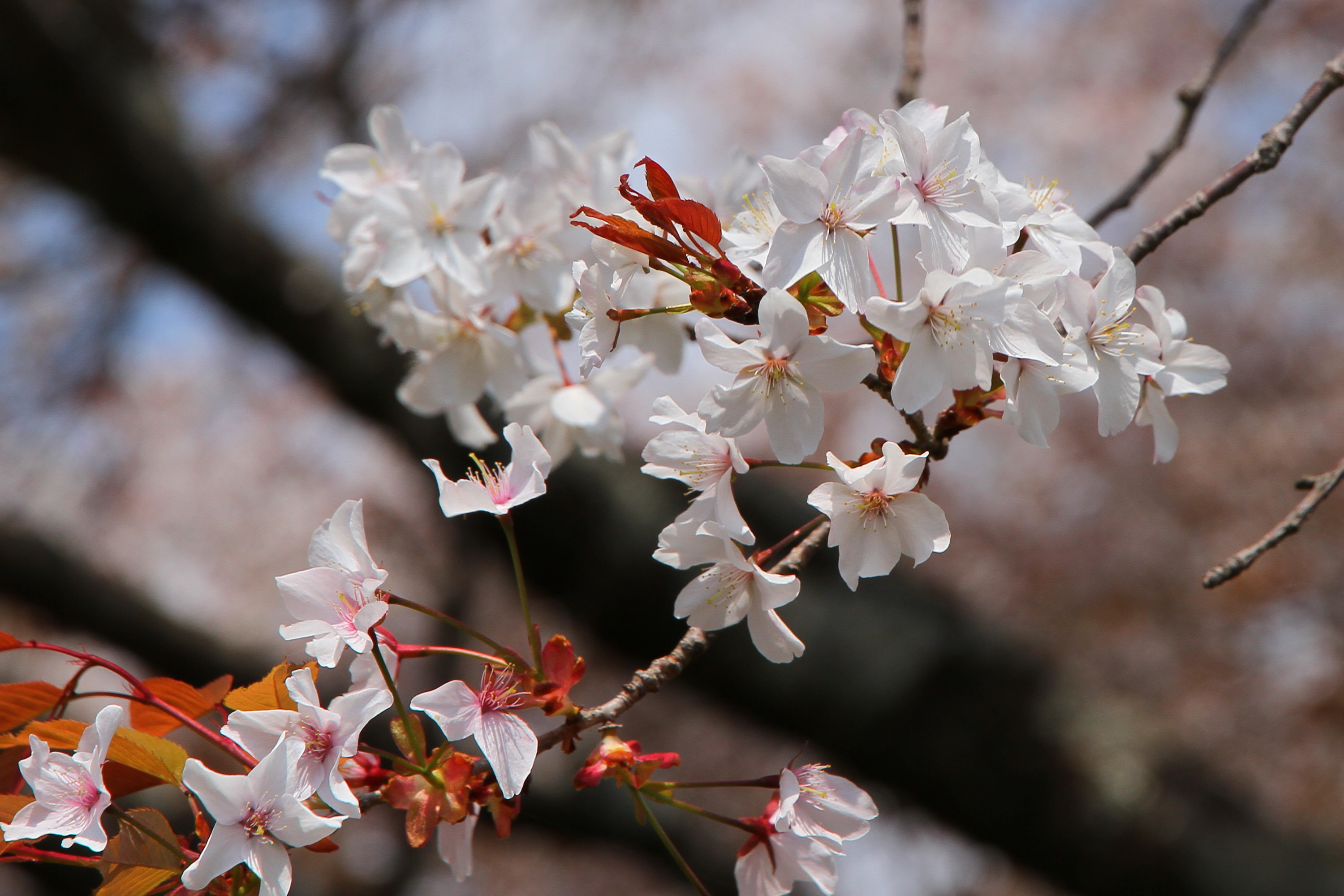
花

1193年（建久4年）に源頼朝が富士の巻狩りを行った際にこの場所に立ち寄ったという伝承から、「狩宿の下馬桜」と呼ばれる。またこの桜に馬を繋ぎ止めたという伝承から駒止めの桜という別名も存在する。樹齢は800年を越える老樹であり、開花時期は4月中旬である。
1922年（大正11年）10月12日に国の天然記念物に指定され、1952年（昭和27年）3月29日には特別天然記念物に指定された。また当桜から望む富士山の風景は、環境省が公開した「富士山がある風景100選」に選定されている。
文部省編「天然紀念物調査報告」によると、かつては地上3尺6寸の高さにおける幹囲は8.48m、枝張は東西21.81m・南北16.33mであったというが、その後の度重なる台風の影響で弱っており樹勢は衰えている。
江戸幕府第15代征夷大将軍である徳川慶喜はこの桜についての歌を詠んでいる。

## 交通アクセス
所在地
- 静岡県富士宮市狩宿（井出館）

交通機関
- 車 - 東名高速道路富士ICより西富士道路経由約30分
- 公共交通 - 身延線富士宮駅より富士急静岡バス白糸滝行き約25分中井出バス停下車